# Roger von Ruttershausen
Roger von Ruttershausen (* 10. Februar 1727 in Donauwörth; † 6. Mai 1782 in Linz) war ein österreichischer Beamter.
Von Ruttershausen war Jurist und in Linz als k.k. wirklicher Landrat bei der Regierung von Österreich ob der Enns, Bücherzensor und Beisitzer des k.k. Religionsconsesses tätig.
Er besaß eine große Sammlung an Mineralien und Petrefakten und korrespondierte mit zahlreichen Mineralienhändlern und Naturwissenschaftlern in Europa, so u. a. mit Johann Ernst Immanuel Walch. Nach seinem Tode wurde die Sammlung von Abt Erenbert Meyer für das Stift Kremsmünster in Oberösterreich erworben und wurde zum Grundstock von dessen erdgeschichtlicher Sammlung.

## Veröffentlichungen
- Vertheidigung der zwölf Briefe des Herrn P. Seedorfs, wider die Beantwortung eines Anonymi von Tübingen. 2 Bände. Wien 1752